# رویشد
الرویشد (به عربی: الرویشد) یک منطقهٔ مسکونی در اردن است که در استان مفرق واقع شده‌است. الرویشد ۱۴٬۴۰۰ نفر جمعیت دارد و ۶۸۳ متر بالاتر از سطح دریا واقع شده‌است.